# مدرسه آمریکایی لازاریست همدان
مدرسهٔ آمریکایی لازاریست همدان نام یکی از مدارس قدیم شهر همدان است. این مدرسه در سال ۱۲۹۸ شمسی همزمان با پیدایش ادارهٔ فرهنگ همدان، توسط هیئت مذهبی آمریکاییان در این شهر ساخته شد.